# بطولة العالم لسباقات فورمولا 1 موسم 1977
بطولة العالم لسباقات فورمولا 1 موسم 1977 عقدت في سنة 1977 م، وفاز بها نيكي لاودا (بالإنجليزية: Niki Lauda)‏ من فريق فيراري (بالإنجليزية: Ferrari)‏ بسيارته الفيراري. نيكي لاودا الذي بدأ السباق في الخط رقم 2 حصل على أفضل توقيت في الجولة 3 من السباق في أسرع لفة له. هذا السائق في المجموع حصد 72 نقطة.

## الوصلات الخارجية
- الموقع الرسمي للفورمولا 1